# SunExpress Deutschland
SunExpress Deutschland GmbH fue una aerolínea alemana con sede en Frankfurt. Era filial de SunExpress, que a su vez es filial de Turkish Airlines y Lufthansa. Su base principal era el aeropuerto de Frankfurt, con bases más pequeñas en otros aeropuertos de Alemania.
La empresa cesó todas sus operaciones en 2020 debido al impacto en la aviación de la pandemia de COVID-19.

## Historia
SunExpress Deutschland fue fundada el 8 de junio de 2011 como filial de SunExpress y comenzó a operar con tres Boeing 737-800. Fue fundada con el fin de volar desde Alemania a destinos en el mar Rojo, utilizando un certificado de operador aéreo alemán. Estas rutas han sido servidas desde noviembre de 2011, y la red de rutas se ha extendido a varios destinos vacacionales más en el sur de Europa y el norte de África.
En febrero de 2015, Lufthansa Group anunció que SunExpress Deutschland sería el operador de las nuevas rutas de larga distancia de Eurowings, basadas en el aeropuerto de Colonia-Bonn, desde noviembre de 2015. SunExpress Deutschland arrendó Airbus A330-200s para estas operaciones.

## Destinos
SunExpress Deutschland servía los siguientes destinos bajo su propia marca, así como en nombre de Eurowings a partir de noviembre el año 2015:
| Destinos de SunExpress Deutschland   | Destinos de SunExpress Deutschland | Destinos de SunExpress Deutschland        | Destinos de SunExpress Deutschland | Destinos de SunExpress Deutschland |
| ------------------------------------ | ---------------------------------- | ----------------------------------------- | ---------------------------------- | ---------------------------------- |
| País                                 | Ciudad                             | Aeropuerto                                | Notas                              |                                    |
| Operados como SunExpress Deutschland |                                    |                                           |                                    |                                    |
| Bulgaria                             | Varna                              | Aeropuerto de Varna                       |                                    |                                    |
| Croacia                              | Dubrovnik                          | Aeropuerto de Dubrovnik                   |                                    |                                    |
| Croacia                              | Split                              | Aeropuerto de Split                       |                                    |                                    |
| Egipto                               | Hurghada                           | Aeropuerto Internacional de Hurghada      |                                    |                                    |
| Egipto                               | Marsa Alam                         | Aeropuerto Internacional de Marsa Alam    |                                    |                                    |
| Alemania                             |                                    |                                           |                                    |                                    |
| Berlín                               | Aeropuerto de Berlín               |                                           |                                    |                                    |
| Colonia/Bonn                         | Aeropuerto de Colonia/Bonn         | Ciudad Focal                              |                                    |                                    |
| Düsseldorf                           | Aeropuerto de Düsseldorf           | Ciudad Focal                              |                                    |                                    |
| Frankfurt                            | Aeropuerto de Frankfurt            | Base                                      |                                    |                                    |
| Hannover                             | Aeropuerto de Hannover             | Ciudad Focal                              |                                    |                                    |
| Leipzig                              | Aeropuerto de Leipzig/Halle        |                                           |                                    |                                    |
| Múnich                               | Aeropuerto de Múnich               | Ciudad Focal                              |                                    |                                    |
| Stuttgart                            | Stuttgart Airport                  | Ciudad Focal                              |                                    |                                    |
| Grecia                               | Heraclión                          | Aeropuerto de Heraclión                   |                                    |                                    |
| Grecia                               | Rodas                              | Aeropuerto de Rodas                       |                                    |                                    |
| Grecia                               | Tesalónica                         | Aeropuerto Internacional Macedonia        |                                    |                                    |
| Marruecos                            | Marrakech                          | Aeropuerto de Marrakesh                   |                                    |                                    |
| Marruecos                            | Nador                              | Aeropuerto Internacional de Nador         |                                    |                                    |
| España                               | Fuerteventura                      | Aeropuerto de Fuerteventura               |                                    |                                    |
| España                               | Sevilla                            | Aeropuerto de Sevilla                     |                                    |                                    |
| Túnez                                | Enfidha                            | Aeropuerto Internacional Enfidha          |                                    |                                    |
| Turquía                              | Adana                              | Aeropuerto de Adana                       |                                    |                                    |
| Turquía                              | Ankara                             | Aeropuerto Internacional de Ankara        |                                    |                                    |
| Turquía                              | Antalya                            | Aeropuerto de Antalya                     |                                    |                                    |
| Turquía                              | Bodrum                             | Aeropuerto de Bodrum                      |                                    |                                    |
| Turquía                              | Dalaman                            | Aeropuerto de Dalaman                     |                                    |                                    |
| Turquía                              | Elazığ                             | Aeropuerto de Elazığ                      |                                    |                                    |
| Turquía                              | Gaziantep                          | Aeropuerto de Gaziantep                   |                                    |                                    |
| Turquía                              | Estambul                           | Aeropuerto Internacional Sabiha Gökçen    |                                    |                                    |
| Turquía                              | Esmirna                            | Aeropuerto de Esmirna                     |                                    |                                    |
| Turquía                              | Kayseri                            | Aeropuerto de Kayseri                     |                                    |                                    |
| Turquía                              | Samsun                             | Aeropuerto de Samsun-Çarşamba             |                                    |                                    |
| Turquía                              | Trebisonda                         | Aeropuerto de Trebisonda                  |                                    |                                    |
| Operados para Eurowings              |                                    |                                           |                                    |                                    |
| Barbados                             | Bridgetown                         | Aeropuerto Internacional Grantley Adams   |                                    |                                    |
| Cuba                                 | Varadero                           | Aeropuerto Juan Gualberto Gómez           |                                    |                                    |
| República Dominicana                 | Punta Cana                         | Aeropuerto Internacional de Punta Cana    |                                    |                                    |
| República Dominicana                 | Puerto Plata                       | Aeropuerto Internacional Gregorio Luperón |                                    |                                    |
| Alemania                             | Colonia/Bonn                       | Aeropuerto de Colonia/Bonn                | Base                               |                                    |
| México                               | Cancún                             | Aeropuerto Internacional de Cancún        |                                    |                                    |
| Tailandia                            | Bangkok                            | Aeropuerto Internacional Suvarnabhumi     |                                    |                                    |
| Tailandia                            | Phuket                             | Aeropuerto Internacional de Phuket        |                                    |                                    |
| Emiratos Árabes Unidos               | Dubái                              | Aeropuerto Internacional de Dubái         | estacional                         |                                    |
| Estados Unidos                       | Boston                             | Aeropuerto Internacional de Boston        | inicia el 1 de junio de 2016       |                                    |
| Estados Unidos                       | Miami                              | Aeropuerto Internacional de Miami         | inicia el 1 de septiembre de 2016  |                                    |

## Flota Histórica

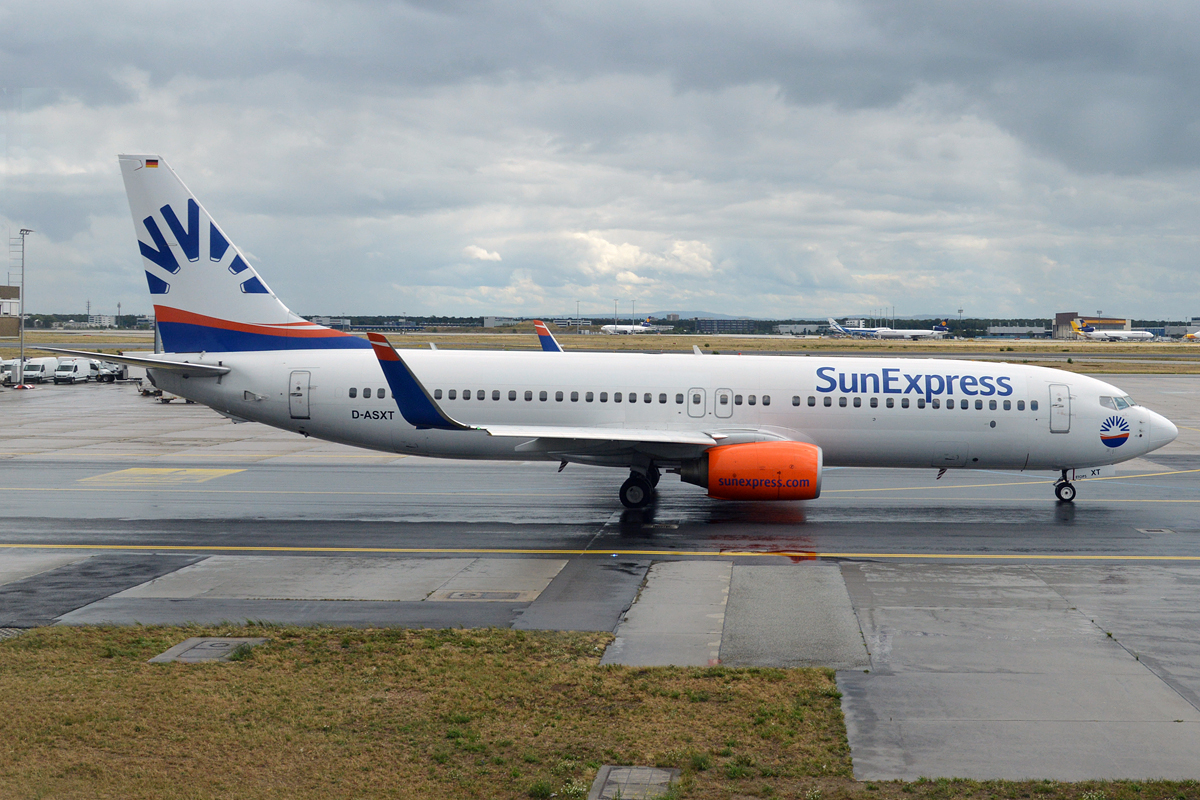
Boeing 737-800 de SunExpress Deutschland

La aerolínea durante su existencia operó las siguientes aeronaves: